# VWA und Berufsakademie Göttingen
Die Verwaltungs- und Wirtschaftsakademie und Berufsakademie Göttingen ist in der Aus- und Weiterbildung von in der Wirtschaft und Verwaltung Tätigen aktiv. Sie wurde 1936 gegründet.
Die Studiengänge in der Ausbildung werden von der Berufsakademie Göttingen, die sich in Trägerschaft der VWA Göttingen befindet, durchgeführt. Die Vorlesungen an der VWA Göttingen finden in der Regel zweimal pro Woche abends statt.

## Studiengänge
- Betriebswirt (VWA)

mit den Spezialisierungsmöglichkeiten
- Controlling
- Informatik
- Logistik
- Marketing
- Gesundheits-Betriebswirt (VWA)
- Gesundheits-Ökonom (VWA)

Überdies sind an der Berufsakademie folgende Studiengänge akkreditiert:
- Bachelor of Business Administration (B.A.)
- Bachelor of Health Care Management (B.A.)
- Bachelor Soziale Arbeit (B.A.)

## Seminare
- Wirtschaftsenglisch
- Rhetorik und Präsentation